# Lindy Delapenha
Lindy Delapenha   (Spanish Town, 25 de maig de 1927 - Kingston, 26 de gener de 2017) és un exfutbolista jamaicà de la dècada de 1950.
Fou el primer futbolista jamaicà en jugar professionalment a Anglaterra.
Pel que fa a clubs, destacà a Portsmouth FC, Middlesbrough FC i Mansfield Town.